# جون كاري (مدرس)
جون كاري (بالإنجليزية: John Carey)‏ (و. 1934  م) هو مدرس، وصحفي، وناقد أدبي، وأستاذ جامعي إنجليزي، ولد في لندن، هو عضوٌ في الأكاديمية البريطانية، والجمعية الملكية للأدب.

## التعليم
تعلم في كلية سانت جون، أوكسفورد.

## جوائز
حصل على جوائز منها:
- الجائزة التذكارية لجيمس تايت بلاك [الإنجليزية]‏
- زمالة الأكاديمية البريطانية
- زميل في الجمعية الملكية للأدب.